# X Window System
X Window System — оконная система, обеспечивающая стандартные инструменты и протоколы для построения графического интерфейса пользователя, используемая в UNIX-подобных ОС.
X Window System обеспечивает базовые функции графической среды: отрисовку и перемещение окон на экране и взаимодействие с устройствами ввода, такими как мышь и клавиатура. X Window System не определяет деталей интерфейса пользователя — этим занимаются многочисленные менеджеры окон. По этой причине внешний вид программ в среде X Window System может очень сильно различаться в зависимости от возможностей и настроек конкретного оконного менеджера.
В X Window System предусмотрена сетевая прозрачность: графические приложения могут выполняться на другой машине в сети, а их интерфейс при этом будет передаваться и отображаться на локальной машине пользователя. В контексте X Window System термины «клиент» и «сервер» имеют следующее значение: «сервер» — локальный дисплей пользователя (дисплейный сервер), а «клиент» — программа, которая этот дисплей использует (она может выполняться на удалённом компьютере).
Система X Window System была разработана в Массачусетском технологическом институте (MIT) в 1984 году. По состоянию на февраль 2016 года последней является версия протокола X11R7.7, которая появилась в июне 2012 года. Проект X возглавляет фонд X.Org Foundation. Образцовая реализация (reference implementation) системы свободно доступна на условиях лицензии MIT и подобных ей лицензий.
X Window System часто называют X11 или просто X.

## Клиент-серверная модель и сетевая прозрачность

В этом примере X‑сервер принимает ввод с клавиатуры и мыши и производит вывод на экран. На пользовательской рабочей станции выполняются веб-браузер и эмулятор терминала. Программа обновления системы работает на удалённом сервере, но управляется с машины пользователя. Удалённое приложение работает так же, как если бы оно выполнялось локально

X Window System использует клиент-серверную модель: X‑сервер обменивается сообщениями с различными клиентскими программами. Сервер принимает запросы на вывод графики (окон) и отправляет обратно пользовательский ввод (от клавиатуры, мыши или сенсорного экрана). X‑сервер может быть:
- системной программой, управляющей выводом видео на персональном компьютере;
- приложением, отображающим графику в окно какой-то другой дисплейной системы;
- выделенным компонентом аппаратного обеспечения.

Протокол, с помощью которого общаются сервер и клиент, является прозрачным для сети: клиент и сервер могут находиться как на одной и той же машине, так и на разных. В частности, они могут работать на различных архитектурах под управлением разных операционных систем — результат будет одинаковым. Клиент и сервер могут безопасно взаимодействовать и через Интернет посредством туннелирования соединения сквозь зашифрованный сетевой сеанс.
Чтобы запустить удалённую клиентскую программу, выводящую графику на локальный X‑сервер, пользователь обычно открывает эмулятор терминала и подключается к удалённой машине при помощи telnet или SSH. Затем он отдаёт команду, указывающую дисплей, на который следует выводить графику (например, export DISPLAY=[имя компьютера пользователя]:0 при использовании bash). Наконец, пользователь запускает клиентскую программу. Она подключится к локальному X-серверу и будет отображать графику на локальный экран и принимать ввод от локальных устройств ввода. Другой вариант — использовать небольшую вспомогательную программу, которая подключается к удалённой машине и запускает на ней нужное клиентское приложение.
Использование удалённых клиентов может быть полезно, например, в таких ситуациях:
- графическое администрирование удалённой машины;
- выполнение интенсивных ресурсоёмких вычислений на удалённой UNIX-машине и вывод результатов на локальной Windows-машине;
- выполнение графических программ одновременно на нескольких машинах, с одним дисплеем, одной клавиатурой и одной мышью.

## Принципы построения X
В 1984 году Боб Шейфлер и Джим Геттис зафиксировали ранние принципы построения X:
- Добавляй новую функциональность только в том случае, если без неё нельзя завершить какое-то реальное приложение.
- Решить, чем система не является, столь же важно, сколь решить, чем она является. Не пытайся удовлетворить все мыслимые потребности; вместо этого сделай систему расширяемой, чтобы новые потребности могли быть удовлетворены совместимым образом.
- Хуже обобщения одного примера может быть только обобщение вообще без примеров.
- Если проблема не понята до конца, возможно, лучше не решать её вовсе.
- Если ты можешь добиться 90 процентов нужного эффекта, затратив всего 10 процентов сил, используй более простое решение.
- Изолируй сложные места как можно сильнее.
- Обеспечивай механизм, а не политику. В частности, политика интерфейса пользователя должна быть в руках клиентов.

С тех пор проект X, в основном, придерживался этих принципов. Демонстрационная реализация разрабатывается с расчётом на расширение и улучшение, в то же время она остаётся почти полностью совместимой с протоколом 1987 года.

## Интерфейсы пользователя

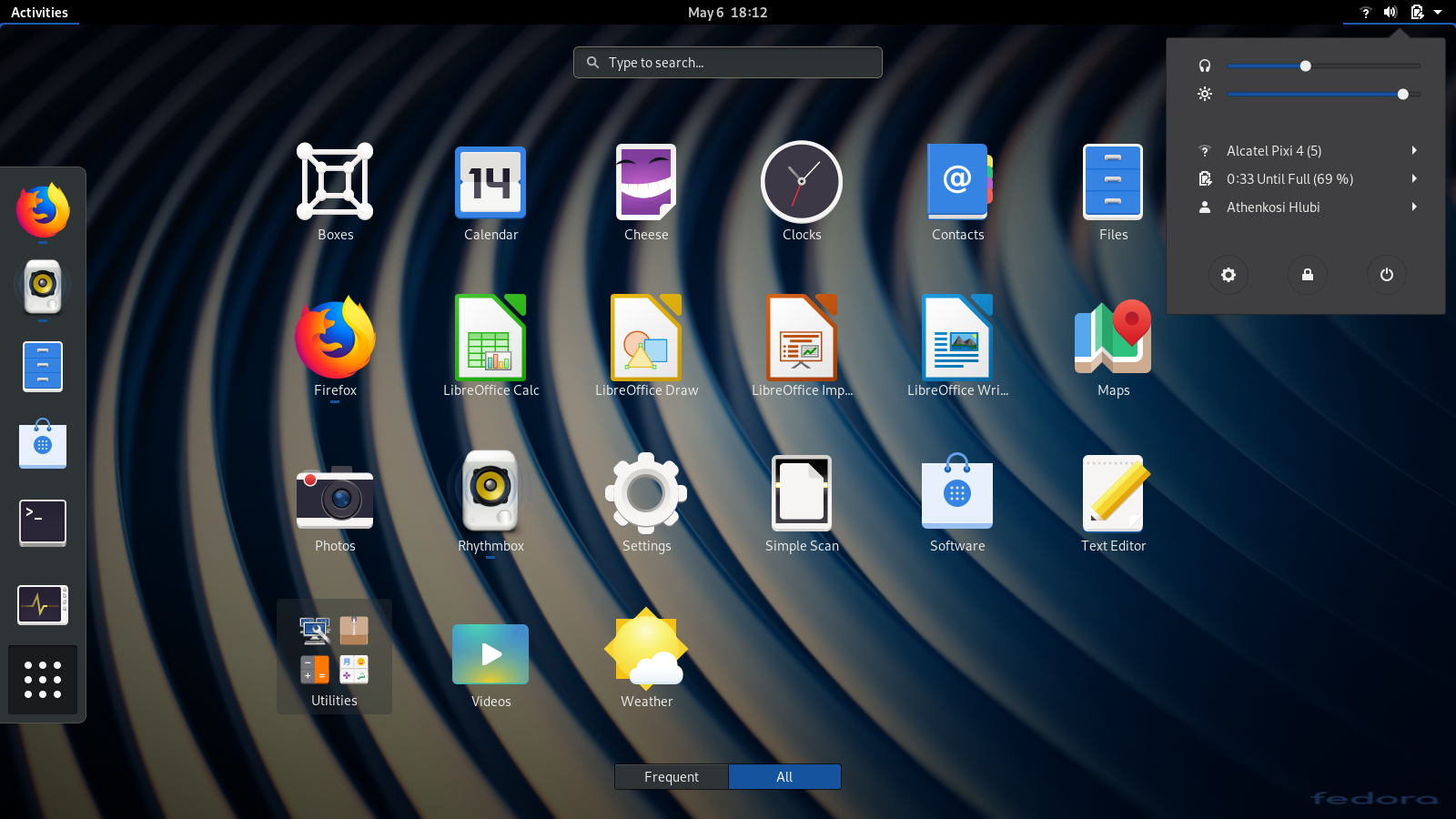
GNOME 3.32 в среде X Window System

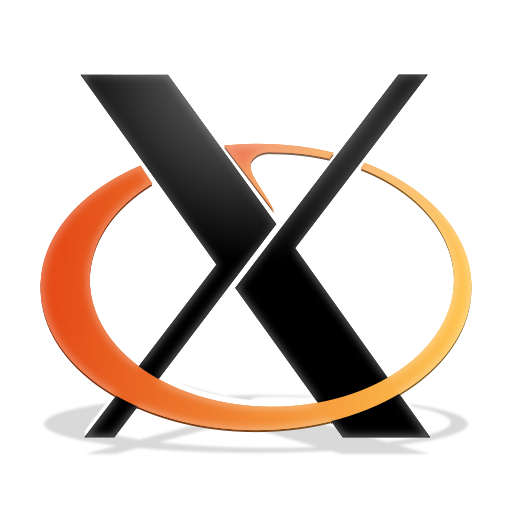
X Window System в Mac OS X

X Window System намеренно не определяет, как должен выглядеть интерфейс пользователя приложения — кнопки, меню, заголовки окон и т. д. Эти вопросы решаются на уровне оконных менеджеров, инструментариев элементов интерфейса, сред рабочего стола и на уровне отдельных приложений. По этой причине визуальное представление X-интерфейсов претерпело огромные изменения с течением времени.
Оконный менеджер управляет размещением и внешним видом окон приложений. Он может создавать интерфейс, подобный Microsoft Windows или Macintosh (например, так работают оконные менеджеры Kwin в KDE и Metacity в GNOME), или совершенно другой стиль (например, во фреймовых оконных менеджерах, таких как Ion). Оконный менеджер может быть как простым и минималистичным (например twm — базовый оконный менеджер, поставляемый с X), так и может предлагать функциональность, близкую к полноценной рабочей среде (например, Enlightenment).
Многие пользователи используют X вместе с полной средой рабочего стола, которая включает в себя оконный менеджер, различные приложения и единый стиль интерфейса. Наиболее популярные среды рабочего стола — GNOME и KDE. В стандарте Single UNIX Specification указана среда CDE. Проект freedesktop.org пытается обеспечить взаимодействие между различными средами, а также компоненты, необходимые для конкурентоспособного рабочего стола на основе X.

## Реализации
Эталонная реализация от фонда X.Org Foundation, называемая X.Org Server, является каноничной реализацией X Window System. Она распространяется на условиях весьма либеральной лицензии, из-за чего появились несколько её разновидностей (как свободных, так и проприетарных). Коммерческие поставщики UNIX зачастую берут демонстрационную реализацию и адаптируют её к собственному аппаратному обеспечению, обычно сильно модифицируя её и добавляя проприетарные расширения.
Вплоть до 2004 года проект XFree86 был наиболее распространённым вариантом X для свободных UNIX-подобных операционных систем. XFree86 возник как порт X на 386-совместимые персональные компьютеры. К концу 1990-х этот проект стал главным источником технических инноваций в X Window System и де-факто руководил разработкой X. Однако в 2004 году XFree86 поменял условия лицензии, и реализация X.Org Server (которая является форком XFree86, но со свободной лицензией) стала более распространённой.

X11.app выполняется без корневого окна на Mac OS X. В среде X запущен графический редактор GIMP

Хотя X Window System чаще всего ассоциируется с UNIX, X-серверы могут также существовать внутри других графических сред. OpenVMS — операционная система компании Hewlett-Packard — в качестве стандартной среды рабочего стола использует версию X вместе с CDE, известную как DECwindows. В состав операционных систем Mac OS X 10.3 (Panther) и выше от Apple входит X11.app, основанная на XFree86 4.3 и X11R6.6, с более полной интеграцией в Mac OS X.

Cygwin/X выполняется без корневого окна на Microsoft Windows XP. X-приложения (xeyes, xclock, xterm) работают на одном экране с обычными приложениями Windows (Дата/Время, Калькулятор)

Microsoft Windows не включает в себя поддержку X, но существуют многочисленные сторонние реализации: как свободные (Cygwin/X, Xming, X-Deep/32, WeirdMind, WeirdX), так и проприетарные (Xmanager, WiredX, Exceed, X-Win32). Обычно они используются для управления удалёнными X-клиентами.
Для устаревшей операционной системы DOS также существует реализация X-сервера, DesqView/X, даже в настоящее время позволяющая создавать довольно простые тонкие клиенты.
Когда X Window System выполняется внутри другой оконной системы (например, оконной подсистемы Microsoft Windows или Mac OS), она обычно работает в режиме без корневого окна (англ. rootless). Это значит, что корневое окно (фон экрана и связанные с ним меню) управляется внешней оконной системой, а не самой X Window System. При этом внешняя оконная система также управляет геометрией X-окон, создаваемых внутри неё. Однако некоторые серверы (например, Exceed, Xming или Cygwin/X) способны создавать и корневое окно — в этом случае клиенты отображаются в отдельном окне во внешней системе.

### X-терминалы
X-терминал — это выделенное аппаратное обеспечение, на котором выполняется X-сервер и которое служит в качестве тонкого клиента. Эта архитектура завоевала популярность при построении недорогих терминальных парков, в которых множество пользователей одновременно используют один большой сервер приложений. Такое применение X Window System хорошо соответствует изначальным намерениям разработчиков из MIT.
X-терминалы могут изучать сеть (в пределах локального широковещательного домена) с использованием протокола XDMCP, составляя при этом список узлов сети, с которых они могут запускать клиенты. На изначальном узле должен выполняться дисплейный менеджер X (англ. X display manager).
В настоящее время выделенные (аппаратные) X-терминалы не пользуются широкой популярностью: обычно персональный компьютер с X-сервером обеспечивает ту же функциональность при меньшей стоимости.

## Расширения
X-сервер состоит из набора расширений, каждое из которых реализует определённые функции: от прорисовки геометрических примитивов до ускорения обработки и вывода на экран трёхмерной графики с использованием возможностей видеоаппаратуры. Почти каждый из этих модулей можно отключить или настроить в конфигурационном файле.

### DDC
VESA Display Data Channel (DDC™) — стандарт обмена информацией между монитором и графической платой, позволяющий монитору передавать данные о поддерживаемых разрешениях, частотах развёртки, производителе монитора и т. д. Модуль DDC поддерживает версии 1 и 2 спецификации DDC. В соответствии с полученными данными он устанавливает основные параметры экрана или предупреждает о несоответствии заданных пользователем параметров.

### RANDR
X Resize, Rotate and Reflect Extension — расширение X-сервера, реализующее функции масштабирования, поворота и отражения корневого окна. Используется при изменении разрешения, при динамической замене монитора (например, при переключении со встроенного экрана ноутбука на внешний монитор). Рассылает запущенным приложениям предупреждения об изменении конфигурации экрана.

### XRender
X Rendering Extension предоставляет функции для совмещения и вывода изображений на экран. Позволяет обрезать изображение, накладывать маску по цветам с использованием альфа-канала, использовать различные фильтры, подготавливать и выводить текстовую информацию, а также отображать основные геометрические фигуры.

### Shape
Расширение Shape предназначено для улучшения вида интерфейса пользователя. Среди его возможностей — отбрасывание тени элементами интерфейса для создания иллюзии трёхмерности; окна и кнопки с округлыми краями; возможность создавать различные фигуры, отличные от прямоугольных.

### Xinerama
Расширение Xinerama позволяет представить множество мониторов как один экран. С его помощью можно выводить согласованное изображение на большие экраны, составленные из многих мониторов. Однако многие из существующих на данный момент оконных менеджеров не поддерживают или не полностью поддерживают спецификации Xinerama и поэтому показывают неадекватное изображение при использовании данного расширения.

### Xv
X video extension — расширение, позволяющее ускорить вывод видеофрагментов на экран с использованием возможностей графической платы (а точнее — её драйвера) и уменьшить тем самым нагрузку на центральный процессор. Многие графические платы позволяют выводить видеоизображения в форматах кодирования цвета YUV (YUY2, I420 и т. д.), которые используются в стандартах систем аналогового цветного телевидения PAL, SÉCAM, NTSC, не переводя их предварительно в формат передачи цвета дисплея (RGB16/24/32), а также производить обратное перекодирование. Расширение Xv предоставляет информацию о доступных графических платах, количестве доступных портов (каждый порт может использовать только одно приложение), поддерживаемых форматах кодирования цвета. Всю эту информацию можно просмотреть с помощью утилиты xvinfo.

## Ограничения и критика X
В книге «The UNIX-HATERS Handbook» (1994) целая глава посвящена проблемам X в конце 1980-х — начале 1990-х годов. Статья «Why X Is Not Our Ideal Window System» («Почему X не является нашей идеальной оконной системой») (1990) подробно рассматривает проблемы протокола и даёт рекомендации по улучшению.

### Видеоаппаратура
Сегодня граница производительности графических компьютерных систем пролегает в области наиболее продвинутых графических функций. Изготовители аппаратного обеспечения, как правило, реализуют эти продвинутые возможности в проприетарных драйверах, причём эти драйверы обычно пишутся в первую очередь для систем Microsoft Windows (как для самых распространённых на потребительском рынке). Драйверы многих старых графических плат подверглись обратной разработке в рамках проектов XFree86 и X.Org Server. Однако некоторые производители рассматривают свои разработки в области высокопроизводительного видео как коммерческую тайну или же как патентованные изобретения, которые они не хотят раскрывать.
Многие нынешние реализации X управляют видеоаппаратурой напрямую. Неустойчивый X-сервер может сделать дисплей непригодным к использованию даже в тех случаях, когда сама операционная система продолжает нормально функционировать; при этом может потребоваться перезагрузка всей системы. Технология Direct Rendering Infrastructure (DRI) призвана устранить эту проблему.

### Функции интерфейса пользователя
X Window System намеренно не включает в себя спецификации интерфейса пользователя, равно как и большей части межпрограммного взаимодействия. По этой причине возникли очень сильно отличающиеся друг от друга интерфейсы, а также приложения, не всегда правильно работающие друг с другом. Существует спецификация взаимодействия клиентов ICCCM, но она известна как трудная для правильной реализации. Последующие попытки стандартизации — такие как инструментарий Motif и среда CDE — не исправили положения. Всё это мешает как пользователям, так и программистам. В настоящее время разработчики обычно добиваются единого стиля в приложениях, ориентируясь на одну конкретную среду рабочего стола или на конкретный инструментарий. Это также позволяет избежать непосредственной работы с ICCCM.
Протокол X в официальной комплектации не предоставляет никаких средств для работы со звуком, однако расширение протокола для использования звука по сети существует. Поддержка звуковой аппаратуры и воспроизведение звуков возлагается на операционную систему. Поскольку пользователям всё чаще необходим звук, эта ситуация привела к появлению различных несовместимых друг с другом звуковых подсистем. В прошлом многие программисты игнорировали сетевые проблемы и просто использовали локальные звуковые API операционной системы. Первое поколение клиент-серверных звуковых систем включает в себя rplay и Network Audio System. Более современные системы — PulseAudio, esound в GNOME и aRts в KDE. Также начата разработка новой системы — Media Application Server.
До недавнего времени X Window System не включала в себя хорошего решения для печати содержимого дисплеев. Многие X-клиенты печатают в формате PostScript независимо от X-сервера. Механизм Xprint впервые появился в X11R6.3; его клиентская часть работала хорошо, в отличие от многих серверных реализаций. Версии X11R6.8 и выше функционируют нормально и набирают популярность в инструментариях элементов интерфейса.

### Сеть
В X Window System нет возможности отключить X-клиент или сеанс от одного сервера и подключить его к другому серверу (как в VNC). Работа над добавлением этой функции в X уже ведётся. Существуют обходные механизмы (просмотрщики VNC :0), которые делают экран текущего X-сервера доступным через VNC. Или можно использовать подключение X-клиента к проксирующему X-серверу (xpra, guievict, xmove, lbxproxy).

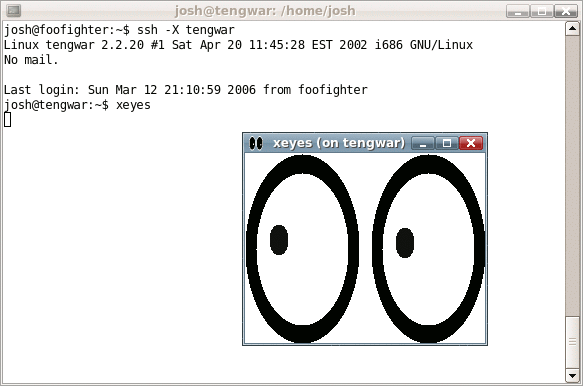
Пример туннелирования приложения X11 поверх SSH.

Данные, передаваемые по сети между X-сервером и удалёнными X-клиентами, по умолчанию не шифруются. Злоумышленник может при помощи сниффера перехватить и прочитать эти данные. Для предотвращения этого, как правило, X туннелируется поверх SSH. Большинство реализаций SSH поддерживает туннелирование X-приложений, хотя иногда эти функции по умолчанию отключены.
Независимость от аппаратуры и отделение клиентов от серверов влияет на производительность системы. Сетевая прозрачность X требует, чтобы клиенты и сервер работали отдельно друг от друга. В прошлом это существенно снижало производительность отдельно стоящей системы — по сравнению с Microsoft Windows и Mac OS, где оконная подсистема внедрена глубоко в саму операционную систему. Для нормальной работы X Window System рекомендовалось от 4 до 8 Мб оперативной памяти — значительно больше (по тем временам), чем для Windows или Mac OS.
По идеологии X Window System вся отрисовка элементов окон производится X-сервером. Но, на сегодняшний день было создано достаточно много приложений (в основном используя такие библиотеки как GTK+ и Qt) производящие отрисовку элементов на стороне клиента и передающие эти отрисованные элементы уже как рисунок X серверу. При этом к каналам сети предъявляются повышенные требования по пропускной способности.
Текущие версии Windows и Mac OS X имеют внутреннее разделение графической подсистемы, похожее на клиент-серверное разделение в X, и имеют примерно те же требования к ресурсам, что X с KDE или GNOME. Последнее — очень спорное утверждение, например, загрузка ЦП со стороны X сервера значительно превышает нагрузку процессора со стороны графической подсистемы Windows. Потребление памяти также заметно выше. Бо́льшая часть накладных расходов в X теперь приходится на задержку при передаче данных по сети между клиентом и сервером. Существует распространённое заблуждение, согласно которому при локальном использовании X Window System её сетевые возможности (ненужные в данном случае) отрицательно сказываются на производительности. На самом деле современные реализации X используют в таком случае локальные сокеты и общую память (напр. MIT-SHM), требуя лишь очень незначительных накладных расходов.

## Конкуренты X
В UNIX-подобных операционных системах для вывода графики почти повсеместно используется X Window System. Тем не менее, история знает несколько попыток создания альтернативы или замены X. Среди них: NeWS компании Sun Microsystems, не завоевавшая популярность на рынке, и Display PostScript компании NeXT, которая впоследствии превратилась в Apple Aqua для Mac OS X.
Производились и попытки решить проблемы X путём полной её замены; в том числе — проекты Berlin/Fresco и Y Window System. Однако эти проекты не получили практически никакого распространения. На данный момент имеется развивающийся проект, направленный на снижение системных требований — MicroXwin. X.org Foundation в настоящее время занимается устранением недостатков в X11 путём приведения подсистем к актуальному состоянию — в частности появилась поддержка множества курсоров, а следовательно и multitouch, а также значительно улучшена подсистема ввода, которая стала называться Xinput2, что позволило снять ограничения на сканкоды клавиш. Несмотря на это появляются альтернативы X11. В частности компания Intel занята развитием нового протокола Wayland, который планируется как альтернатива X11, но при этом, в отличие от X11, не предоставляет средств удалённого доступа к приложениям на уровне протокола. Разработчики Ubuntu планировали переход на Wayland в выпуске 13.04, но позже объявили о собственной разработке — Mir — собственной графической подсистемы, представляющей собой ответвление графической подсистемы SurfaceFlinger из ОС Android, развивающееся далее ресурсами Canonical как самостоятельный проект. В 18-м выпуске дистрибутива Fedora Wayland включён как опциональный пакет.
Другие конкуренты пытаются избежать накладных расходов, возникающих в X, путём работы непосредственно с аппаратным обеспечением. Примерами таких проектов являются DirectFB и очень маленький FBUI. Механизм Direct Rendering Infrastructure (попытка создать надёжный ядерный интерфейс к видеобуферу) может сделать эти проекты ненужными.
Есть и другие способы добиться сетевой прозрачности графических служб:
- VNC (Virtual Network Computing) — очень низкоуровневая система, которая пересылает сжатые растровые изображения по сети. Реализация для UNIX включает в себя X-сервер.
- Citrix MetaFrame — подобный X продукт для Microsoft Windows.
- Tarantella — компания, поставляющая Java-клиент для использования в веб-браузерах.
- Технология NX NoMachine — узкополосный протокол для удалённых дисплеев. Не является конкурентом X, поскольку базируется на протоколе X11, но позиционируется как более совершенное решение, чем чистый X.
- SVG Terminal[10] — протокол для обновления SVG-содержимого в веб-браузере в почти реальном времени.

## История

### Предшественники
До появления X существовало несколько растровых дисплейных систем. Из Xerox пришли Alto (1973) и Star (1981). В Apple были разработаны Lisa (1983) и Macintosh (1984). В мире UNIX существовали терминал Blit Роба Пайка (1984) и проект Andrew (1982).
X получила своё имя как преемница оконной системы W Window System (в латинском алфавите буква X следует сразу за буквой W). Система W работала под управлением операционной системы V. W использовала сетевой протокол с поддержкой терминальных и графических окон, при этом сервер поддерживал списки дисплеев.

### Истоки и ранние разработки
Изначальная идея X Window System возникла в Массачусетском технологическом институте (MIT) в 1984 году в результате сотрудничества Джима Геттиса (из Проекта Athena) и Боба Шейфлера (из лаборатории информатики MIT). Шейфлеру была необходима пригодная к использованию дисплейная среда для отладки системы Argus. Проект Athena (совместный проект DEC, MIT и IBM по предоставлению лёгкого доступа к компьютерам для студентов) нуждался в платформо-независимом графическом решении, чтобы соединить воедино свои гетерогенные системы, состоящие из продуктов разных поставщиков. В то время в рамках проекта Andrew в университете Карнеги — Меллон велась работа над оконной системой, но для неё не были доступны лицензии, а альтернатив не существовало.
Проект решил эти проблемы путём создания протокола, который поддерживал как локальные приложения, так и вызов удалённых приложений. В середине 1983 года начальный порт W на UNIX работал в пять раз медленнее, чем в системе V. В мае 1984 года Шейфлер заменил синхронный протокол на асинхронный, а списки дисплеев — на непосредственный вывод графики. Таким образом получилась X Window System версии 1.x, одна из первых оконных систем, обеспечивающих независимость от аппаратного обеспечения.
Шейфлер, Геттис и Рон Ньюмен приступили к работе, и X стала быстро развиваться. В январе 1985 года была выпущена версия 6. Компания DEC, которая в то время готовилась к выпуску своей первой рабочей станции Ultrix, решила, что X — единственная оконная система, которая может быть завершена к нужному сроку. Инженеры DEC портировали X6 на дисплей QVSS на MicroVAX.
Во втором квартале 1985 года в X была реализована поддержка цветов для работы под DEC VAXstation-II/GPX. Эта версия стала известна как версия 9. Ранее MIT лицензировал X6 некоторым сторонним группам за плату. Однако теперь было решено распространять X9 и будущие версии свободно — на условиях, которые получили название лицензии MIT. X9 появилась в сентябре 1985 года.
Группа из Браунского университета портировала версию 9 на IBM PC/RT, но проблемы при чтении неупорядоченных данных на RT привели к несовместимому изменению в протоколе, в результате чего в конце 1985 года была выпущена версия 10. К 1986 году из внешних организаций начали поступать запросы на использование X. Выпуск X10R2 состоялся в январе 1986 года, X10R3 — в феврале. X10R3 стала первой версией, получившей широкое распространение; DEC и Hewlett-Packard выпускали основанные на ней продукты. Другие группы портировали X10 на Apollo, на рабочие станции Sun и даже на IBM PC AT. В то же время на выставке Autofact были проведены демонстрации первого коммерческого приложения на основе X — инженерной системы, работающей на VAX и отображаемой на персональных компьютерах с X-сервером. Последняя версия X10 — X10R4 — появилась в декабре 1986 года.
Хотя X10 обладала интересной и мощной функциональностью, стало очевидно, что протокол X желательно сделать менее зависимым от аппаратуры до того, как X Window System станет слишком широко распространённой. Однако MIT в одиночку не справился бы со столь крупными изменениями в протоколе. Смоуки Уоллэс из лаборатории DEC WSL и Джим Геттис предложили DEC WSL заняться разработкой X11 и сделать её свободно распространяемой на тех же условиях, что X9 и X10. Этот процесс начался в мае 1986 года; протокол был готов в августе. Альфа-тестирование программного обеспечения началось в феврале 1987 года; бета-тестирование — в мае. Наконец, 15 сентября 1987 года X11 была официально выпущена.
Дизайн протокола X11, которым руководил Шейфлер, широко обсуждался в открытых списках рассылки раннего Интернета. Таким образом, X можно считать одним из первых крупномасштабных проектов по созданию свободного программного обеспечения.

### Консорциум X MIT и X Consortium, Inc.

DECwindows CDE в OpenVMS 7.3-1

В 1987 году, когда успех X11 стал очевидным, MIT пожелал отказаться от дальнейшего управления проектом X. Однако на собрании девяти поставщиков, состоявшемся в июне 1987 года, поставщики сообщили MIT, что необходима нейтральная сторона, которая предотвращала бы распад X на рынке. В январе 1988 года была сформирована некоммерческая группа под названием Консорциум X MIT (MIT X Consortium). Её целью являлось управление дальнейшей разработкой X в нейтральной атмосфере, с учётом как коммерческих, так и образовательных интересов. Директором Консорциума стал Шейфлер. Джим Фултон и Кит Паккард присоединились в качестве старших разработчиков в январе и марте 1988 года соответственно. При этом Джим работал в основном над Xlib, шрифтами, оконными менеджерами и утилитами, а Кит занимался переделыванием сервера. Донна Конверс и Крис Петерсон присоединились позже в том же году; их усилия были сосредоточены в области инструментариев и наборов элементов интерфейса, они работали в тесной связи с Ральфом Свиком из Проекта Athena института MIT. Консорциум X MIT выпустил несколько существенных обновлений к X11; первое из них (X11R2) вышло в феврале 1988 года.
В 1993 году был сформирован преемник Консорциума X MIT — некоммерческая корпорация X Consortium, Inc. Под её началом 16 мая 1994 года была выпущена версия X11R6. В 1995 году корпорация взяла на себя управление разработкой инструментария Motif и среды CDE для UNIX-систем. X Consortium распалась в конце 1996 года, выпустив последнюю версию, X11R6.3, и оставив после себя возрастающее коммерческое влияние в разработке.

### The Open Group
В середине 1997 года X Consortium передал руководство проектом X организации The Open Group, образованной в 1996 году в результате слияния Open Software Foundation и X/Open.
The Open Group выпустила X11R6.4 в начале 1998 года. В этой версии было решено отказаться от традиционной либеральной лицензии, поскольку The Open Group желала обеспечить финансовую поддержку разработки X. Новые условия не позволяли многим проектам (например, XFree86) и даже некоторым коммерческим поставщикам принять эту версию. После угроз сделать форк со стороны XFree86 The Open Group сменила условия распространения X11R6.4 обратно на традиционную лицензию в сентябре 1998 года. Последним выпуском под руководством The Open Group стал X11R6.4 patch 3.

### X.Org и XFree86
Проект XFree86 возник в 1992 году из сервера X386 для IBM PC-совместимых компьютеров. X386 был написан Томасом Роэллом и Марком Снитили, пожертвован Консорциуму X MIT компанией Snitily Graphics Consulting Services (SGCS) и включён в состав X11R5 в 1991 году. Со временем XFree86 превратился из просто отдельно взятого порта X в ведущую и самую популярную реализацию системы и стал де-факто руководить разработкой X.
В мае 1999 года The Open Group основала X.Org. X.Org контролировала выпуск версий X11R6.5.1 и выше. В это время разработка X практически остановилась; технические инновации происходили в основном в рамках проекта XFree86. В 1999 году команда XFree86 вошла в состав X.Org в качестве почётного члена, чему способствовали различные компании-производители аппаратного обеспечения, заинтересованные в использовании XFree86 вместе с Linux и в его статусе как наиболее популярной версии X.
X.Org и XFree86 начали обсуждать реорганизацию, дабы обеспечить полноценную разработку X. Джим Геттис настаивал на переходе к открытой модели разработки по крайней мере с 2000 года. Геттис, Паккард и другие начали подробно обсуждать изменения, которые требовалось внести для перехода к эффективной открытой разработке X.
Вплоть до 2003 года, пока популярность Linux (и, как следствие, распространённость X) возрастала, X.Org бездействовала, и основная разработка происходила в XFree86. Проект XFree86 страдал от слишком закрытой модели разработки: программисты не могли получить доступ на запись в CVS-репозиторий, и поставщикам приходилось поддерживать обширные наборы патчей. В марте 2003 года организация XFree86 исключила Кита Паккарда, который присоединился к XFree86 после распада Консорциума X MIT; сделано это было в весьма недружелюбной обстановке.
Наконец, в феврале 2004 года проект XFree86 выпустил версию 4.4 под более ограниченной лицензией: в неё был добавлен пункт, аналогичный рекламному пункту (англ. advertising clause) оригинальной лицензии BSD. Многие проекты, полагавшиеся на X, посчитали такую лицензию неприемлемой. FSF и Debian сочли добавленный пункт несовместимым с условиями GNU GPL. Другие группы (например, OpenBSD) считали, что наложение дополнительных лицензионных ограничений противоречит изначальному духу X. Из-за этих лицензионных проблем на фоне закрытости XFree86 сложилась подходящая атмосфера для создания форка.

### Фонд X.Org Foundation
В начале 2004 года представители X.Org и freedesktop.org основали фонд X.Org Foundation. The Open Group передала ему управление доменным именем x.org. Это стало коренным изменением в разработке X. В то время как распорядители X с 1988 года (включая предыдущую X.Org) были организациями поставщиков, X.Org Foundation был основан самими разработчиками программного обеспечения, и в нём использовалась открытая модель разработки, опирающаяся на вклад извне. Было открыто членство для частных лиц, а корпоративное членство представлено в виде спонсорства. В настоящее время фонд X.Org Foundation поддерживается несколькими крупными корпорациями, такими как Hewlett-Packard и Sun Microsystems.
Фонд выпустил X11R6.7 — X.Org Server — в апреле 2004 года. Эта версия была основана на XFree86 4.4RC2 (последней версии XFree86, выпущенной под старой лицензией), с добавленными изменениями X11R6.6. Благодаря внедрению открытой модели разработки и сохранению совместимости с GNU GPL проект привлёк многих бывших разработчиков XFree86.
X11R6.8 вышла в сентябре 2004 года. В неё были включены значительные нововведения, в том числе предварительная поддержка прозрачных окон и других сложных визуальных эффектов, экранных луп и миниатюр, а также средства для интеграции с трёхмерными дисплейными системами (такими как проект Looking Glass от Sun и проект Croquet). Политику внешнего вида предоставляют сторонние приложения, называемые композитными менеджерами (англ. composite managers).

## Дальнейшие разработки
Благодаря X.Org Foundation и freedesktop.org разработка X Window System вновь ускорилась. Разработчики планируют выпускать текущие и будущие версии как готовые к использованию продукты, а не просто как основу для продуктов, создаваемых поставщиками.
21 декабря 2005 года фонд выпустил X11R6.9 — монолитное дерево исходного кода для устаревших систем, и X11R7.0 — тот же исходный код, разбитый на независимые модули, которые могут поддерживаться в рамках отдельных проектов. Версия X11R7.1 была выпущена 22 мая 2006 года, примерно через четыре месяца после 7.0, и включает в себя существенные улучшения.
Планируется, что в будущем X-сервер будет получать доступ к видеоаппаратуре исключительно посредством OpenGL и Direct Rendering Infrastructure (DRI) на тех комбинациях аппаратного обеспечения и операционных систем, которые поддерживают такой доступ. Инфраструктура DRI впервые появилась в XFree86 версии 4.0 и стала стандартной в X11R6.7 и более поздних версиях. Многие операционные системы начали добавлять соответствующую поддержку в ядро. Работа в этой области продолжается.

## Наименование
Компьютерные специалисты зачастую сокращают полное название «X Window System» до «X11» или просто «X». Термин «X Windows» (на манер «GNU/Linux» или «Microsoft Windows») официально осуждается и считается неверным, хотя широко используется с самого начала истории X, в том числе и намеренно для литературного эффекта (например, в книге «The UNIX-HATERS Handbook»).

## История выпусков
| Версия                      | Дата выпуска     | Наиболее важные изменения |
| --------------------------- | ---------------- | --- |
| X1                          | июнь 1984        | Впервые используется название «X». Фундаментальные изменения, отличающие продукт от W. |
| X6                          | январь 1985      | Первая версия, лицензированная нескольким внешним компаниям. |
| X9                          | сентябрь 1985    | Поддержка цветов. Первый выпуск на условиях лицензии MIT. |
| X10                         | ноябрь 1985      | IBM RT/PC, AT (под управлением DOS) и другие. |
| X10R2                       | январь 1986      | |
| X10R3                       | февраль 1986     | Первый выпуск за пределы MIT. uwm становится стандартным оконным менеджером. |
| X10R4                       | декабрь 1986     | Последняя версия X10. |
| X11                         | 15 сентября 1987 | Первый выпуск нынешнего протокола. |
| X11R2                       | февраль 1988     | Первый выпуск под начальством Консорциума X MIT. |
| X11R3                       | 25 октября 1988  | XDM. |
| X11R4                       | 22 декабря 1989  | XDMCP; twm становится стандартным оконным менеджером; улучшения в приложениях; расширение Shape; новые шрифты. |
| X11R5                       | 5 сентября 1991  | X386 1.2, PEX, Xcms (управление цветом), сервер шрифтов, расширение X video. |
| X11R6                       | 16 мая 1994      | ICCCM версии 2.0; Inter-Client Exchange; X Session Management; расширение X Synchronization; расширение X Image; расширение XTEST; X Input; X Big Requests; XC-MISC; изменения в XFree86. |
| X11R6.1                     | 14 марта 1996    | Расширение X Double Buffer; расширение X keyboard; расширение X Record. |
| X11R6.2 X11R6.3             | 23 декабря 1996  | Функциональность WWW; LBX. Последний выпуск под руководством X Consortium. X11R6.2 — это обозначение подмножества X11R6.3, в котором единственными отличиями от R6.1 являются Xprint и реализация в Xlib вертикального письма и поддержки символов, задаваемых пользователями. |
| X11R6.4                     | 31 марта 1998    | Xinerama. |
| X11R6.5                     | 2000             | Внутренний выпуск X.Org; не стал доступным широкой публике. |
| X11R6.5.1                   | 20 августа 2000  | |
| X11R6.6                     | 4 апреля 2001    | Исправления багов; изменения в XFree86. |
| X11R6.7.0                   | 6 апреля 2004    | Первая версия X. Org Server от фонда X.Org Foundation как форк от XFree86 4.4 RC2. Основным поводом для этого послужило несогласие некоторых участников проекта с новой лицензией XFree86 4.4. Многие из бывших разработчиков XFree86 позднее присоединились к проекту X.Org Server. Удаление XIE, PEX и libxml2. |
| X11R6.8.0                   | 8 сентября 2004  | Прозрачность окон; XDamage; Distributed Multihead X; XFixes; Composite; XEvIE. |
| X11R6.8.1                   | 17 сентября 2004 | Устранение уязвимости в libxpm. |
| X11R6.8.2                   | 10 февраля 2005  | Устранение багов, обновления драйверов. |
| X11R6.9 X11R7.0             | 21 декабря 2005  | Впервые была добавлена модульная система сборки. В 6.9.0 всё ещё использовалась старая система сборки Imake, в то время как системы 7.0.0 уже использовала Autotools. В итоге из одного набора исходных кодов получились модульная версия 7.0 и монолитная версия 6.9. EXA, значительный рефакторинг кода. |
| X11R7.1                     | 22 мая 2006      | Усовершенствования EXA; интеграция Kdrive; AIGLX; улучшения в поддержке различных ОС и платформ. |
| X11R7.2                     | 15 февраля 2007  | Удаление LBX и встроенного драйвера клавиатуры, X-ACE, XCB, улучшения AutoConfig. |
| X11R7.3                     | 6 сентября 2007  | X11R7.3: XServer 1.4, автоопределение устройств с помощью HAL, использование DTrace, поддержка PCI-доменов. Xorg server 1.4 — see Server14Branch for more details. Highlights: - RandR 1.2: RandR 1.2 offers output hotplug, as well as on-the-fly output reconfiguration and mode switching. - Input hotplug: Input hotplug allows hotplugging of input devices, and also adds enhanced support for touchscreens and tablets, through either HAL or D-Bus. - KDrive: Numerous enhancements have been made to the KDrive codebase, including better support for multiple input devices. - DTrace: When running on OpenSolaris, DTrace support is available in the X server, allowing detailed accounting of operations inside the server. - EXA: A great deal of work has been done on the EXA framework to make it more usable. - New applications: xbacklight - New drivers: xf86-video-glide, xf86-video-vermilion - New man pages for API’s: libXinerama, libXcomposite, XKB functions in libX11, Xtest functions in libXtst - Support for font catalogue directories in font path - xdm: Xft support added. |
| X11R7.4                     | 23 сентября 2008 | XServer 1.5.1, XACE, переработка PCI, оптимизации EXA, _X_EXPORT, GLX 1.4, ускоренные запуск и выключение. |
| X11R7.5                     | 26 октября 2009  | XServer 1.7.0, Xi 2, XGE, поддержка E-EDID, RandR 1.3, MPX, предсказуемое ускорение указателя, использование менеджера памяти DRI2, использование SELinux, удаление устаревших библиотек и расширений. |
| X11R7.6                     | 20 декабря 2010  | XServer 1.9.0, переход от управления устройствами с подсистемы HAL (Hardware Abstraction Layer) на использование библиотеки udev, возможность создания файлов конфигурации для отдельных устройств, поменялись ABI интерфейсов, ответственных за ввод-вывод видео, и некоторые расширения. |
| X11R7.7                     | 6 июня 2012      | XServer 1.12, поддержка мультитач, улучшенный процесс сборки документации из DocBook XML и начальная поддержка GLX и XKB в XCB. |
| Старая версияТекущая версия |                  | |